# ТЭЦ Яниково-Сода
ТЭЦ Яниково-Сода — теплоэлектроцентраль в центральной части Польши, за четыре десятка километров на юг от Быдгоща.
ТЭЦ входит в состав содового завода. По состоянию на середину 2010-х годов в её составе действовали две станции:
- ЭС-1 с тремя паровыми котлами CKTI-85/M, модернизированными из первоначального варианта CKTI-75. Они питали турбины AR4-3 (производства чешского Первого Брненского машинобудивного завода) и ТР6/8 (продукция эльблонгской компании Zamech);
- ЭС-2 с двумя паровыми котлами ОР-140, поставленными компанией Rafako из Рацибужа. Они питали турбины № 4 и № 5, относящиеся к типам Lang 16,2 и Lang 20,5 (продукция венгерской компании Lang).[1]

Общая номинальная мощность станции составляет 56 МВт при фактической 34,8 МВт.